# 贡山润楠
贡山润楠（学名：Machilus gongshanensis）为樟科润楠属下的一个种。其种加词“gongshanensis”意为“云南贡山的”。